# St. Marys River (Florida-Georgia)
De St. Marys River (door de United States Geological Survey Saint Marys River genoemd) is een rivier met een lengte van 203 km in het zuidoosten van de Verenigde Staten. De rivier was bekend bij de Timucua als Thlathlothlaguphka of Phlaphlagaphgaw, wat "rotte vis" betekent. De Franse ontdekkingsreiziger Jean Ribault noemde de rivier de Seine toen hij er in 1562 op stuitte. Van in de buurt van de bron in het Okefenokeemoeras tot aan de monding in de Atlantische Oceaan vormt het een deel van de grens tussen de Amerikaanse staten Georgia en Florida. Een deel van de rivier loopt langs het zuidelijkste punt van de staat Georgia.
De St. Marys ontspringt als een klein stroompje dat stroomt van de westelijke rand van Trail Ridge, het geologische overblijfsel van een barrière-eiland/duinsysteem, in het zuidoostelijke Okefenokeemoeras. Buigend naar het noordwesten, gaat de rivier op in het moeras, keert dan terug naar het zuidwesten en vormt een stroom, op welk punt het duidelijk de St. Marys-rivier wordt. Vergezeld door een andere stroom, Moccasin Creek, komt de rivier tevoorschijn uit het Okefenokeemoeras op de grens van Baxter, Florida met Moniac, Georgia. Het stroomt dan naar het zuiden, dan naar het oosten, dan naar het noorden, dan naar het oostzuidoosten en kruist de I-95 in de buurt van Yulee en mondt uiteindelijk uit in de Atlantische Oceaan, in de buurt van St. Marys, Georgia en Fernandina Beach, Florida.
De U.S. Board on Geographic Names ontmoedigt het gebruik van apostroffen in plaatsnamen, waaronder St. Marys River.
Generaal Joseph Johnston en generaal-majoor Lafayette McLaws waren twee van de mede-eigenaars van de Atlantic and Mexican Gulf Canal Company, een kanaalproject dat werd goedgekeurd op 23 februari 1876. Het was de bedoeling om de St. Marys River door een kanaal te verbinden met de Golf van Mexico, een project dat evenwel nooit gerealiseerd raakte.